# The Prophet: The Best of the Works
The Prophet: The Best of the Works – kompilacja amerykańskiego rapera, aktora - 2Paca. Została wydana pośmiertnie w 2003 r.

## Lista utworów
1. "Only God Can Judge Me"
2. "Just Like Daddy"
3. "Me and My Girlfriend"
4. "Against All Odds"
5. "Tradin' War Stories"
6. "Skandalouz"
7. "2 of Amerikaz Most Wanted"
8. "To Live & Die in LA"
9. "California Love"
10. "Pour Out a Little Liquor"
11. "Life of an Outlaw"
12. "All Eyes on Me"
13. "Wanted: Dead Or Alive"
14. "Starin' Through My Rear View"